# モハメド・エルユヌシ
モハメド・エルユヌシ（アラビア語: محمد اليونسي、Mohamed Elyounoussi、1994年8月4日 - ）は、モロッコとノルウェーのサッカー選手。ノルウェー代表。FCコペンハーゲン所属。ポジションはミッドフィールダー。

## クラブ歴
2011年5月8日のオッド・グレンランド戦で途中出場しエリテセリエン初出場。
2014年3月15日にエリテセリエンのモルデFKに移籍。モルデでの初シーズンはリーグ戦全試合に出場し13得点、チーム得点王となった。
2016年7月6日、スイス・スーパーリーグのFCバーゼルに4年契約で移籍。7月24日のFCシオン戦でスーパーリーグ初出場となった。一週間後の同月31日のFCファドゥーツ戦で初得点を挙げ、5-1で勝利した。2018年3月8日、UEFAチャンピオンズリーグ・ラウンド16のマンチェスター・シティFC戦では、同点ゴールを挙げて逆転勝利に貢献した。
2018年6月29日、プレミアリーグ・サウサンプトンFCに5年契約で移籍することが発表された。
2019年8月30日、スコティッシュ・プレミアシップのセルティックFCにレンタル移籍。2020年6月30日、再びセルティックFCにレンタル移籍することが発表された。
2シーズンのスコットランドでのプレーを経てサウサンプトンに復帰した2021-22シーズンは、開幕から7試合に出場し4得点を記録するなど好調ぶりを見せ、アーセナルFCやレスター・シティFCが獲得に興味を示した。
2023年7月27日、FCコペンハーゲンに4年契約で移籍した。

## 代表歴
2011年6月にノルウェーU-17代表に招集された。
2013年11月には翌年1月にアブダビで行われる試合に出場するノルウェーのA代表に招集された。2014年1月18日のポーランド代表戦で33分にエリク・フセクレップとの交代で初出場を飾ったが、3-0で敗北した。2017年6月13日のスウェーデンとの親善試合で代表初得点を挙げた。
2017年10月5日のワールドカップ予選サンマリノ戦でハットトリックを達成した。

## 人物
いとこのタリク・エルユヌシもノルウェー代表のサッカー選手。彼の父親はノルウェーでピザ屋を営んでおり、彼も時々店を手伝っている。

## 個人成績
2016年7月3日現在
| 国内大会個人成績 | 国内大会個人成績 | 国内大会個人成績 | 国内大会個人成績 | 国内大会個人成績 | 国内大会個人成績 | 国内大会個人成績 | 国内大会個人成績 | 国内大会個人成績 | 国内大会個人成績 | 国内大会個人成績 | 国内大会個人成績 |
| 年度             | クラブ           | 背番号           | リーグ           | リーグ戦         | リーグ戦         | リーグ杯         | リーグ杯         | オープン杯       | オープン杯       | 期間通算         | 期間通算         |
| 年度             | クラブ           | 背番号           | リーグ           | 出場             | 得点             | 出場             | 得点             | 出場             | 得点             | 出場             | 得点             |
| ノルウェー       | ノルウェー       | ノルウェー       | ノルウェー       | リーグ戦         | リーグ戦         | リーグ杯         | リーグ杯         | ノルウェー杯     | ノルウェー杯     | 期間通算         | 期間通算         |
| ---------------- | ---------------- | ---------------- | ---------------- | ---------------- | ---------------- | ---------------- | ---------------- | ---------------- | ---------------- | ---------------- | ---------------- |
| 2011             | サルプスボルグ08 | 24               | エリテ           | 9                | 0                | -                | -                | 1                | 0                | 10               | 0                |
| 2012             | サルプスボルグ08 | 24               | アデコ           | 26               | 9                | -                | -                | 3                | 1                | 29               | 10               |
| 2013             | サルプスボルグ08 | 24               | エリテ           | 29               | 6                | -                | -                | 1                | 0                | 30               | 6                |
| 2014             | モルデ           | 24               | エリテ           | 30               | 13               | -                | -                | 4                | 4                | 34               | 17               |
| 2015             | モルデ           | 24               | エリテ           | 28               | 12               | -                | -                | 1                | 0                | 29               | 12               |
| 2016             | モルデ           | 24               | エリテ           | 12               | 5                | -                | -                | 1                | 1                | 13               | 5                |
| スイス           | スイス           | スイス           | スイス           | リーグ戦         | リーグ戦         | スイス杯         | スイス杯         | オープン杯       | オープン杯       | 期間通算         | 期間通算         |
| 2016-17          | バーゼル         | 24               | スーパー         | 0                | 0                | 0                | 0                | -                | -                | 0                | 0                |
| 通算             | ノルウェー       | ノルウェー       | エリテ           | 126              | 36               | -                | -                | 8                | 5                | 134              | 41               |
| 通算             | ノルウェー       | ノルウェー       | アデコ           | 26               | 9                | -                | -                | 3                | 1                | 29               | 10               |
| 通算             | スイス           | スイス           | スーパー         | 0                | 0                | 0                | 0                | -                | -                | 0                | 0                |
| 総通算           | 総通算           | 総通算           | 総通算           | 152              | 45               | 0                | 0                | 11               | 6                | 163              | 51               |

## タイトル

### クラブ
モルデFK
- エリテセリエン：1回 (2014)
- ノルウェー・カップ：1回 (2014)

FCバーゼル
- スーパーリーグ：1回 (2016-17)
- スイス・カップ：1回 (2016-17)

セルティックFC
- スコティッシュ・プレミアシップ：1回 (2019-20)
- スコティッシュカップ：1回 (2019-20)
- スコティッシュリーグカップ：1回 (2019-20)